# Pacifier (álbum de Nothingface)
Pacifier (Chupete en español) es el álbum debut de la banda de Washington D. C., de Metal alternativo y Nu metal Nothingface . El álbum fue lanzado el 6 de febrero de 1997 a través de la discográfica DCide . El álbum fue relanzado el 11 de agosto de 1998 a través de DCide / Mayhem Records.
El álbum consta de 10 pistas, con el tema principal en muchas de las canciones son abuso sexual, como las letras principales. También hubo una primera versión del álbum llamado Nothingface (Nothingface album) en 1995. El álbum cuenta con algunos principios de las canciones que más tarde se regrabadas y aparecen en este álbum es lo que dio lugar a un contrato de grabación con los expedientes de Dcide.

## Lista de canciones
Todas las letras escritas por Matt Holt , toda la música compuesta por Nothingface .

| N.º   | Título            | Duración |  |
| 1.    | «One Thing»       | 4:29     |  |
| 2.    | «Pacifier»        | 3:59     |  |
| 3.    | «Lipsdick»        | 3:18     |  |
| 4.    | «Undercut»        | 4:17     |  |
| 5.    | «Defaced»         | 2:50     |  |
| 6.    | «Self Punishment» | 4:12     |  |
| 7.    | «Hitch»           | 5:38     |  |
| 8.    | «Useless»         | 3:47     |  |
| 9.    | «Perfect Person»  | 4:29     |  |
| 10.   | «Communion»       | 5:22     |  |
| 42:21 |                   |          |  |

## Personal
- Matt Holt - voces
- Tom Maxwell - guitarras
- Bill Gaal - Bajo
- Chris Houck - tambores